# Station Girvan
Girvan is een spoorwegstation van National Rail in South Ayrshire in Schotland. Het station is eigendom van Network Rail en wordt beheerd door ScotRail. 